# Miłosz Kruk
Miłosz Kruk (ur. 19 maja 2003 w Skarżysku-Kamiennej) – polski zawodnik mieszanych sztuk walki (MMA). Podwójny mistrz organizacji TFL w wadze piórkowej i lekkiej oraz mistrz organizacji FEN w wadze piórkowej.

## Życiorys
W szkole grał w piłkę nożną. Następnie przeszedł na sporty walki, zaczynając od kick-boxingu, w którym zajmował pierwsze miejsca na Mistrzostwach Polski w kategorii juniorów starszych. Ostatecznie w 2021 roku przeszedł na mieszane sztuki walki (MMA), a dwa lata później zadebiutował zawodowo w tej formule.

## Osiągnięcia

### Kick-boxing
- 2020: Mistrzostwa Polski w kick-boxingu w formule K-1 Rules – 1 miejsce w kategorii juniorów starszych w wadze do -63.5kg[7][8]
- 2020: Otwarte Mistrzostwa Warszawy w kick-boxingu w formule K-1 Rules – 1 miejsce w kategorii juniorów starszych w wadze do 63,5 kg[9]
- 2021: Mistrzostw Polski w kick-boxingu w formule Low kick – 1 miejsce w kategorii juniorów starszych w wadze do 63,5 kg[10]
- 2021: Mistrzostwa Polski w kick-boxingu w formule K-1 Rules – 1 miejsce w kategorii juniorów starszych w wadze do 67 kg[11]

### Grappling
- 2025: VIRTUS CUP Jiu-jitsu No Gi – 1 miejsce[12]

### Mieszane sztuki walki
- 2021: Puchar Polski ALMMA – 2 miejsce w wadze piórkowej[13][14]
- 2021: Mistrzostwa Polski ALMMA – 2 miejsce w wadze piórkowej[15][16]
- 2021: Puchar Europy MMA – 1 miejsce w wadze piórkowej[17]
- 2022: 5 Mistrzostwa MMA Polska – 1 miejsce w wadze lekkiej[18]
- 2022: Mistrzostwa Polski ALMMA w wadze lekkiej[19][20]
- 2023: Mistrz Europy organizacji Kingdom Combat Championship w wadze lekkiej[21][22]
- 2024: Mistrz TFL w wadze piórkowej[2]
- 2024: Mistrz TFL w wadze lekkiej[3]
- 2025: Mistrzostwa Polski ALMMA – 1 miejsce w wadze lekkiej[23]
- 2025: Mistrz FEN w wadze piórkowej[4]

## Lista zawodowych walk w MMA
| Wynik     | Bilans | Przeciwnik (bilans przed walką) | Rozstrzygnięcie                | Runda | Czas | Rozgrywki                       | Data       | Miejsce              | Uwagi                                                       |
| --------- | ------ | ------------------------------- | ------------------------------ | ----- | ---- | ------------------------------- | ---------- | -------------------- | ----------------------------------------------------------- |
| Wygrana   | 6-1    | Gracjan Miś (5-2)               | Poddanie (duszenie zza pleców) | 5     | 2:58 | FEN 59: Rzepecki vs. Duński     | 21.06.2025 | Lubin                | Zdobył pas mistrzowski FEN w wadze piórkowej.               |
| Wygrana   | 5-1    | Artur Szot (2-1)                | KO (ciosy pięściami)           | 1     | 2:05 | TFL 32: Magia Świąt             | 21.12.2024 | Skarżysko-Kamienna   | Zdobył pas mistrzowski TFL w wadze lekkiej. Main Event      |
| Wygrana   | 4-1    | Adam Rybczyński (4-3)           | Decyzja (jednogłośna)          | 3     | 5:00 | FEN 57: Rzepecki vs. Jabłoński  | 23.11.2024 | Piotrków Trybunalski | Debiut zawodowy w wadze lekkiej.                            |
| Przegrana | 3-1    | Gracjan Miś (3-2)               | KO (latające kolano)           | 1     | 1:37 | FEN 56: Wrocław Fight Night     | 05.10.2024 | Wrocław              |                                                             |
| Wygrana   | 3-0    | Dmitro Lastovetskiy (5-0)       | Decyzja (jednogłośna)          | 3     | 5:00 | TFL 29: I'm coming home         | 24.02.2024 | Kraśnik              | Zdobył pas mistrzowski TFL w wadze piórkowej. Co-Main Event |
| Wygrana   | 2-0    | Jerry Kvarnstrom (16-21)        | TKO (łokcie)                   | 1     | 0:42 | TFL 28: Giez vs. Martinez       | 07.10.2023 | Skarżysko-Kamienna   | Limit umowny -67,5 kg.                                      |
| Wygrana   | 1-0    | Sebastian Świstak (0-0)         | Poddanie (duszenie gilotynowe) | 1     | 0:32 | TFL 27: Skrzypek vs. dos Santos | 29.07.2023 | Końskie              | Debiut zawodowy w wadze piórkowej.                          |